# 단위 행렬
선형대수학에서 단위 행렬(영어: unit matrix) 또는 항등 행렬(영어: identity matrix)은 주대각선의 원소가 모두 1이며 나머지 원소는 모두 0인 정사각 행렬이다.:100

## 정의
체 {\displaystyle K} 위의 {\displaystyle n\times n} 단위 행렬 {\displaystyle 1_{n\times n}\in \operatorname {Mat} (n;K)}는 다음과 같이 정의된다.
{\displaystyle (1_{n\times n})_{ij}=\delta _{ij}={\begin{cases}1&i=j\\0&i\neq j\end{cases}}\qquad \forall i,j\in \{1,\dots ,n\}}
여기서 {\displaystyle \delta _{ij}}는 크로네커 델타이다. 이를 행렬 기호로 쓰면 다음과 같다.
{\displaystyle 1_{n\times n}=\operatorname {diag} (\underbrace {1,1,1,\dots ,1} _{n})={\begin{pmatrix}1&0&0&\cdots &0\\0&1&0&\cdots &0\\0&0&1&\cdots &0\\\vdots &\vdots &\vdots &&\vdots \\0&0&0&\cdots &1\end{pmatrix}}_{n\times n}}
작은 크기의 단위 행렬들은 다음과 같다.
{\displaystyle 1_{1\times 1}={\begin{pmatrix}1\end{pmatrix}}}
{\displaystyle 1_{2\times 2}={\begin{pmatrix}1&0\\0&1\end{pmatrix}}}
{\displaystyle 1_{3\times 3}={\begin{pmatrix}1&0&0\\0&1&0\\0&0&1\end{pmatrix}}}

## 성질
임의의 체 {\displaystyle K} 위의 {\displaystyle m\times n} 행렬 {\displaystyle A\in \operatorname {Mat} (m,n;K)}에 대하여, 다음과 같은 항등식이 성립한다.
{\displaystyle 1_{m\times m}A=A1_{n\times n}=A}
특히, 체 {\displaystyle K} 위의 {\displaystyle n\times n} 단위 행렬은 체 {\displaystyle K} 위의 {\displaystyle n\times n} 정사각 행렬의 곱셈 모노이드 {\displaystyle \operatorname {Mat} (n;K)}의 항등원이다.
체 {\displaystyle K} 위의 {\displaystyle n\times n} 단위 행렬 {\displaystyle 1_{n\times n}}의 고윳값은 1이며, 그 대수적 중복도와 기하적 중복도는 모두 {\displaystyle n}이다. 즉, {\displaystyle K} 위의 {\displaystyle n}차원 벡터 공간에서 자기 자신으로 가는 선형 변환이 {\displaystyle 1_{n\times n}}을 행렬로 한다면, 이는 기저와 상관 없이 항등 함수이다.
모든 실수 양의 정부호 이차 형식은 단위 행렬을 행렬로 하는 이차 형식(즉, 제곱 합 이차 형식)과 동치이다.

## 같이 보기
- 이진 행렬
- 스칼라 행렬
- 영행렬
- 역행렬